# Galería de Arte de Christchurch
La Galería de Arte de Christchurch Te Puna o Waiwhetū, comúnmente conocida como Galería de Arte de Christchurch, es una galería de arte pública de la ciudad de Christchurch, Nueva Zelanda. tiene su propia colección y también cuenta un programa de exhibiciones de Nueva Zelanda e internacionales. Es financiado por el Consejo de la Ciudad de Christchurch. La galería abrió el 10 de mayo de 2003, la cual reemplazo la Galería de Arte Robert McDougall, el cual fue inaugurado en 1932.
Las palabras maorí del nombre significan lo siguiente: "Te Puna" - para la gloría de waipuna, la fuente artesiana bajo la galería y "Waiwhetū": se refiere a uno de los afluentes en los alrededores, que desemboca en el río Avon. Waiwhetū también se puede traducir como "agua en la que se reflejan las estrellas".

## Historia
La galería de arte pública anterior, la Galería de Arte Robert McDougall, abrió el 16 de junio de 1932 y cerró el 16 de junio de 2002. Esta galería se localizaba en el Jardín Botánico de Christchurch, adyacente al Museo de Canterbury, donde sus instalaciones permanecen sin usar.
El Consejo de la Ciudad de Christchurch comprometió fondos para comprar un terreno para realizar una nueva galería en 1995 y adquirió el sitió de la Galería de Arte de Christchurch en 1996. Una competición para diseñar la nueva galería se realizó en 1998.

## Biblioteca
La galería cuenta con un amplio conjunto de archivos que acompañan las obras de arte de la colección a detalle. La mayoría de estos archivos se encuentran en la Biblioteca Robert y Barbara Stewart. Muchos archivos se almacenan vía electrónica. La colección de libros consiste de alrededor de 10,000 copias, las cuales se dedican mayoritariamente al arte británico, Estampa e impresión, así como al arte contemporáneo en Nueva Zelanda. Además, 1,200 archivos contienen información sobre artistas, que contienen recortes de periódicos, correos, invitaciones a exposiciones y fotografías.

## El edificio
La Galería de Arte de Christchurch Te Puna o Waiwhetū fue diseñado por el Grupo Buchan, una empresa australiana. 
El edificio está hecho de vidrio y metal, imitando las curvas del río Avon. La galería alberga nueve zonas de exhibición, una biblioteca temática, un aula multiusos, un estacionamiento subterráneo, un restaurante, varias tiendas y amplias instalaciones para el almacenamiento de las obras.  Las salas de exposición están ubicadas en dos pisos, que están conectados por una escalera de mármol ubicada en el vestíbulo de la galería. El vestíbulo esta acristalado a gran hasta el techo. El patio de la galería tiene una gran escultura, Reason for Voyaging, el cual fue el resultado de una colaboración entre el escultor Graham Bennett y el arquitecto David Cole, también hay una zona de recreación.

### Terremotos
El edificio fue utilizado como la sede de Protección Civil de Christchurch tras el terremoto de Christchurch de 2010, y de nueva cuenta en 2011. La galería fue diseñada para soportar sismos y terremotos. La base de la galería, una losa de balsa de concreto distribuye equitativamente las fuerzas de los terremotos. Aun así, sufrió daños en el terremoto de 2011. El edificio de galería fue utilizado como sede de Protección Civil por siete meses después del terremoto de 2011, y no reabrió hasta el 19 de diciembre de 2015 debido a que necesitó remodelaciones y mejoras.
A causa de la demolición de edificios cercanos por el terremoto de 2011, la colección de más de 6,400 obras de la galería tuvo que ser trasladada a un edificio más seguro. Durante el lapso de tiempo que la galería estuvo cerrada, se realizaron exhibiciones en diferentes partes de la ciudad.

## Directores
A pesar de que la Galería de Arte Robert McDougall abrió en 1932, el primer director pagado, William Baverstock, fue nombrado en 1960 (anteriormente sirvió como conservador honorario desde 1949).
- 1960–1969: William Baverstock
- 1969–1979: Brian Muir
- 1979–1981: T. L. Rodney Wilson
- 1981–1995: John Coley
- 1995–2006: Tony Preston
- 2006–2018: Jenny Harper[12]
- 2018–presente : Blair Jackson[13]

## Galería

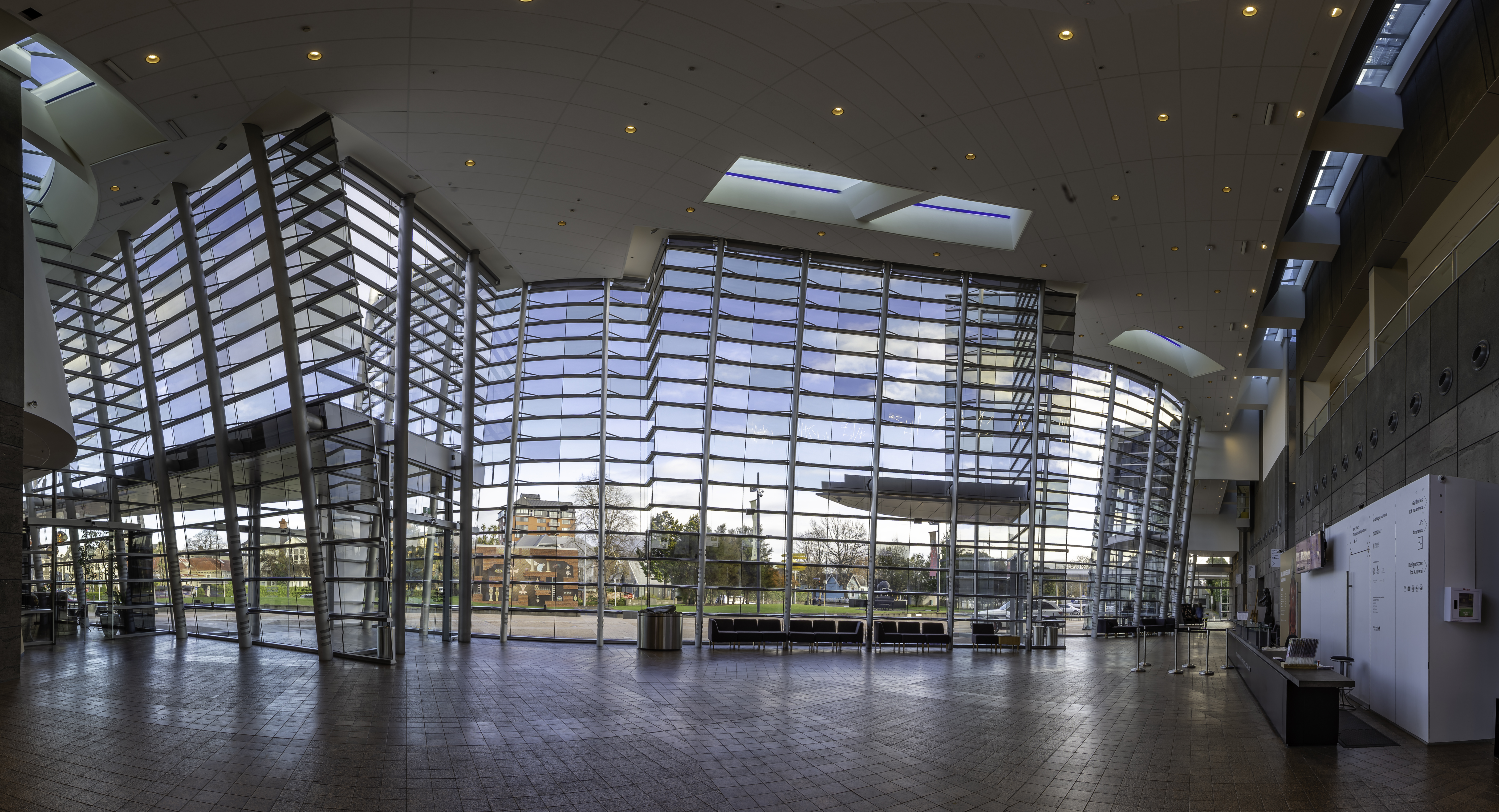
Interior de la Galería de Arte de Christchurch
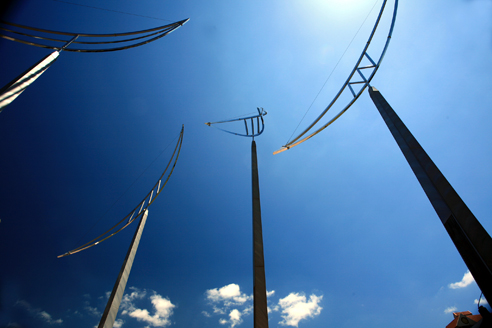
Reasons for voyaging, una escultura ubicada en el patio de la galería
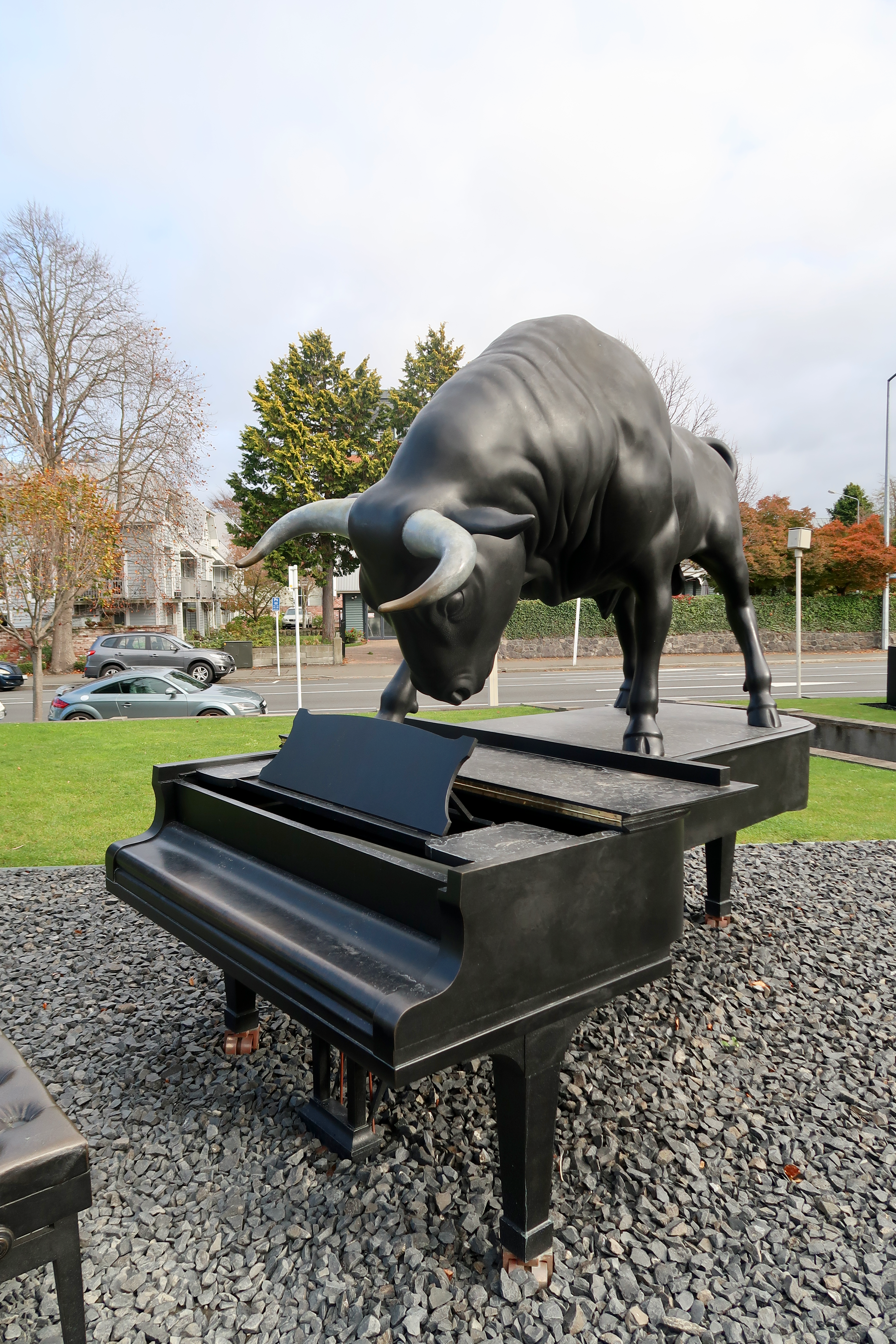
"Chapman's Homer", escultura de 2011, parte de un conjunto exhibido en la Bienal de Venecia, posteriormente adquirido por la Galería de Arte de Christchurch
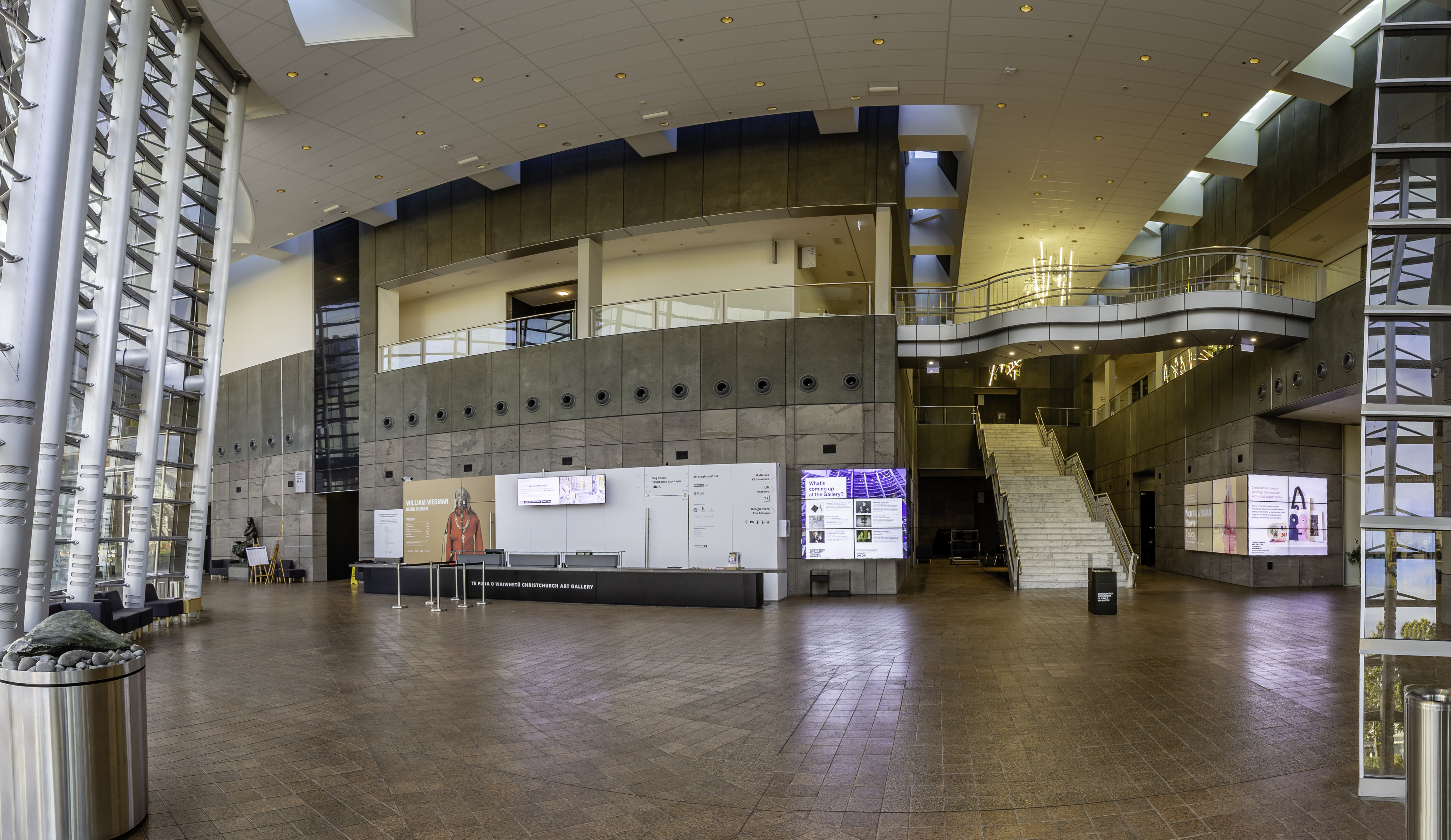
Vestíbulo de la galería